# Jean IV d'Oświęcim
Jean IV d'Oświęcim également nommé Hanuš IV d'Oświęcim, (polonais : Jan IV oświęcimski; né vers 1426/1430 –  21 février 1497), fut duc d'Oświęcim (en allemand: Auschwitz) entre  1434–1456 jusqu'en 1445 conjointement avec ses frères et corégents et duc de Gliwice de 1465 à 1482.

## Biographie

### Premières années
Jean/Jan/Hanuš IV est le 3e fils du duc Casimir Ier d'Oświęcim et de sa femme Anne fille de Henri VIII de Żagań. À la mort de son père en 1434 il  est encore mineur, et placer sous la sauvegarde de son frère ainé Venceslas Ier. En 1441, Venceslas Ier accepte de devenir vassal su roi de Pologne en échange de l'obtention du duché de Zator qui lui est donné dès 1440 avant que Venceslas ne devienne officiellement vassal polonais l'année suivante. Cette démarche est suivie par Jean IV et son frère Przemysław. Le 19 janvier 1445 le duché est formellement divisé entre les fils de Casimir Ier. Bien qu'il soit le plus jeune de la fratrie, Jean IV reçoit Oświęcim, la capitale du duché, et les cités de Kęty, Żywiec et la moitié de Gliwice.

### Duc d'Oświęcim
Dès le début de son règne Jean IV se joint à la politique aventureuse de ses cousins de Silésie. Une de ses premières décision est de ne pas reconnaitre la cession faite par le duc de Cieszyn de Siewierz à l'évêque de  Cracovie, le cardinal Zbigniew Oleśnicki. Sa prise de position est à l'origine de fortes tensions entre lui et les nobles polonais et qui dégénèrent en une guerre de frontières. Le conflit pour  Siewierz ne se termine qu'en 1447, quand Jean IV accepte finalement la souveraineté de l'évêque sur Siewierz. En 1448 il semble que la politique antipolonaise de Jean IV soit définitivement terminée, lorsqu'il signe un accord frontalier avec le royaume de Pologne. Cependant peu après les relations se détériorent de nouveau. En 1452, pour une raison inconnue son frère le duc Przemysław de Toszek attaque Siewierz. Les troupes polonaises sous le commandement de Piotr Szafraniec, se saisissent de ce prétexte  pour lancer une offensive contre Jean IV, et assièger le château de Barwałd. Le duc d'Oświęcim ne sauve ses possessions qu'en payant 2,000 fines à Piotr Szafraniec. 
Après avoir  accepté  ces conditions humiliantes Jean IV, continue à mener des escarmouches et mettant à profit la peste qui sévit en  Pologne, il pille la zone frontalière et s'avance en Petite-Pologne il approche même de la capitale Cracovie lors d'un raid audacieux. La réaction du roi de Pologne ne se fait pas attendre. En 1453, une grande armée polonaise sous le commandement du Starost Jan Szczekocki et du Chambellan Jan Kuropatwa, envahit son duché en représailles. Dans l'impossibilité de faire face à une telle force Jean IV est défait le 25 janvier, et il doit capituler. Le roi de Pologne lui donner le choix entre lui vendre son duché où devenir son  vassal. Malgré sa défaite, Jan IV ne modifie pas sa conduite agressive et peu après, il entreprend en vain le siège 
d'Oswiecim. Cette expédition est un échec et Jean IV se retire au  Château Wolek, d'où il effectue des séjours en Petite-Pologne. 
Jean IV admet qu'il a perdu toute chance de victoire, et en 1454 il  accepte finalement de vendre son duché au royaume de Pologne pour 20.000 grosz. La vente est confirmée dans l'acte d'Hommage féodal rendu par le Duché le 19 mars 1454, lors des festivités qui marquent  le mariage du roi avec Élisabeth d'Autriche.
La cession entre en vigueur le 11 octobre 1456, lorsque Casimir IV de Pologne s'engage au paiement de 21.000 pièces d'or et 4.300 fines.

### Duc de  Gliwice
Jean IV rejoint brièvement comme mercenaire l'armée de Confédération Prussienne pendant la  Guerre de treize ans contre l'Ordre Teutonique. Toutefois, la roi de Pologne, Casimir IV Jagellon, retarde le paiement de la somme promise en 1454 il Jean IV  revient dans ses possessions ses mercenaires et ses alliés de Prusse et trouve une base d'opérations dans Myślenice. Il tente alors de recouvrer son duché perdu. Finalement, le 26 juin 1458 à Bytom, le roi de Pologne se décidé de lui payer intégralement duché pour mettre fin aux troubles. toutefois le roi ne lui donne qu'un acompte de 11.000 pièces d'or et ne solde sa créance  qu'en 1462. Jean IV se retire de Myślenice, qui est brûlé par l'armée polonaise.
En 1460, après la mort de Bolko V le Hussite, duc d'Opole, Jean IV tente de s'emparer de ses domaines mais il est vaincu le frère de  Bolko V, Nicolas Ier. En 1462, avec les fonds enfin reçus du roi de Pologne, il achète Gliwice et son château à son frère Przemysław, ainsi que le domaine proche d'Ujazd à l'archidiocèse de Wrocław et il devient duc de Gliwice en 1465.

### Derniers conflits
En 1471, Jean IV et son frère Przemysław sont des partisans de Władysław Jagiellon lors de l'élection  au trône du royaume de Bohême, ce qui provoque l'hostilité de l'autre candidat le roi de Hongrie Matthias Corvin. Le 27 février 1475 lors de l'assemblée de  Racibórz, Le roi Matthias fait arrêter Jean IV, et le relâche seulement après l'avoir contraint à lui céder la moitié de ses possessions. Toutefois le roi n'obtient la fidélité de Jean IV que le 12 aout 1479, quand il lui rend l'hommage à Olomouc. En 1482, pour des raisons inconnues, Jean IV vend le reste de ses possessions à Gliwice; en 1484 il hérite de  Toszek après la mort de son frère  Przemysław, mais ce domaine est immédiatement confisqué par le roi Matthias Corvin qui se prévaut de droits bien inférieurs aux siens sur ce domaine. On n'a peu d'information sur les dernières années de Jean IV. Il se retire  vraisemblablement en 1491 dans le duché de Krnov, domaine de sa seconde épouse Barbara de Krnov. Jean IV meurt vers 1496/1497 et il est sans doute inhumé à Krnov.

## Unions et postérité
Le 30 décembre 1465, Jean IV épouse une certaine Catherine d'origine inconnue. Vers 1475, Jean IV se marie ensuite avec  Barbara de Krnov (née vers 1445 –  27 avril 1510), fille du duc Nicolas V de Krnov. Elle devient duchesse de Krnov en 1490, seulement titulaire à partir de 1493. Ils ont une fille unique:
- Hélène (née vers 1478/1480 – morte après 1524), épouse en 1492 le baron Georges de Schellenberg z Kamientz und Tost (mort le 4 mars 1526) duc de Krnov  (en allemand Jägerndorf)  de 1506 à 1523 du droit de son épouse.